# Бйорн Торе Годал
Бйорн Торе Годал (нар. 20 січня 1945) — норвезький політик від Лейбористської партії. Він був міністром закордонних справ у 1994—1997 роках і міністром оборони у 2000—2001 роках у першому кабінеті Столтенберга. У 2003—2007 роках був послом Норвегії в Німеччині. З 2007 року виконував обов'язки спеціального радника Державного департаменту Норвегії з міжнародних питань енергетики та клімату.